# Восточный институт (Чикаго)
Институт изучения античных культур (англ. Institute for the Study of Ancient Cultures), до 2023 года — Восточный институт (Институт Востока, Институт востоковедения, англ. Oriental Institute, OI) — научная организация в Чикаго в штате Иллинойс, основанная при Чикагском университете профессором Джеймсом Генри Брэстедом в 1919 году на средства, пожертвованные филантропом Джоном Дейвисоном Рокфеллером-младшим. В 1924 году Брэстед основал отделение института в Чикаго-хаусе (Chicago House) в Луксоре, где началась работа над факсимильным изданием изображений и надписей грандиозного храма Рамсеса III в Мединет-Абу.
В 1931 году институт переехал в новое здание, построенное специально для Восточного института. При институте действует музей восточного искусства, основанный в 1931 году.
С 1956 года выходит «Словарь ассирийского языка» (CAD) под редакцией Игнаса Гелба. Начал выходить начатый при участии крупного хеттолога Ганса Гютербока фундаментальный «Словарь хеттского языка» (CHD), в отдельных выпусках которого обобщён огромный материал по словам, начинающимся с определённых букв (L, M, N, P). Профессор Джанет Джонсон работает над «Чикагским демотическим словарём» (CDD).

## Музей восточного искусства
В 1894 году ректор Чикагского университета Уильям Рейни Харпер назначил Джеймса Генри Брэстеда, первого американца, получившего докторскую степень в области египтологии, преподавателем египтологии, помощником директора и хранителем египтологии в музее. Первые египетские предметы были куплены Брэстедом во время его медового месяца в Египте в 1894—1895 годах. В 1896 году коллекция была размещена (вместе с дальневосточными артефактами) в новом Восточном музее Хаскелла (Haskell Oriental Museum), созданном на пожертвования Кэролайн Хаскелл (Caroline E. Haskell). С 1926 по 1933 год Восточный институт (Уво Хёльшер) при финансовой поддержке Джона Дейвисона Рокфеллера-младшего проводил раскопки Мединет-Абу, откуда смог получить более 8000 экспонатов для музея, включая колоссальную статую Тутанхамона. Восточный институт также провёл эпиграфические исследования в Саккаре и Луксоре, последнее из которых продолжается. В 1931 году коллекция (которая включает артефакты со всего древнего Ближнего Востока) была перемещена из музея Хаскелла в новое здание, построенное специально для Восточного института.

## Колоссальная статуя Тутанхамона
Колоссальная статуя Тутанхамона высотой более 5 м считается самой высокой древнеегипетской статуей в Западном полушарии и имеет массу около 6 т. Она была создана во время правления Тутанхамона (1355—1346 гг. до н. э.). Археологи института, в том числе Уво Хёльшер, нашли в 1930 году три части статуи: корону, голову и туловище. Они были подарены институту египетским правительством. У статуи есть почти идентичный близнец, найденный в том же заупокойном храме Эйе и Хоремхеба. Вторая статуя, более полная, сейчас находится в Египетском музее в Каире. Обе статуи сделаны из кварцита. После доставки в институт детали были установлены на металлический каркас и соединены друг с другом. Ноги и основание были изготовлены из искусственных материалов, чтобы статуя получила свою первоначальную высоту. Все недостающие черты, руки, ноги, шея и подбородок также являются современной реставрацией. Более полная статуя в Каире служила ориентиром для реставрационных работ. Все реставрационные работы проводились в институте в 1933—1934 годах и были завершены Донато Бастиани (Donato Bastiani; 1868—1953) и Морисом Барденом (Maurice Bardin).